# Oreste Muzzi
Oreste Riccardo Giuseppe Muzzi (* 6. Juli 1887 in Florenz; † 23. Januar 1946 ebenda) war ein italienischer Schwimmer.

## Karriere
Muzzi nahm 1908 an den Olympischen Spielen in London teil. Hier scheiterte er als Dritter seines Vorlaufes am Halbfinaleinzug.
Auf nationaler Ebene konnte er zwischen 1907 und 1910 sechs Silber- und drei Bronzemedaillen bei italienischen Meisterschaften gewinnen.